# Velvet Goldmine
Velvet Goldmine ist ein Film mit Märchen- und Musical-Clips aus dem Jahr 1998, bei dem Todd Haynes die Regie führte und am Drehbuch mitarbeitete.

## Inhalt
Erzähler und Hauptfigur im Film ist ein britischer Journalist (gespielt von Christian Bale), der sich wegen der Recherchen an einem Artikel über den 1970er-Jahre-Glamrocksänger Brian Slade wieder in seine eigene Vergangenheit begibt.
In teilweise verwirrenden Rückblenden baut der Film aus Erinnerungen des Journalisten und Erzählungen seiner Interviewpartner die Geschichte des fiktiven Rockstars Brian Slade auf. Schon vor Beginn der eigentlichen Handlung wird eine Parallele zu Oscar Wilde gezogen, die sich in Form eines Schmuckstücks, das Wilde zugeschrieben wird, durch den ganzen Film zieht. Die Protagonisten werden als eine Art „Reinkarnation“ Wildes charakterisiert, indem sie nach und nach die Brosche Wildes finden und einander stehlen oder weitergeben. Das grün schimmernde Schmuckstück dient auch als Symbol für den Glamour und die Ästhetik der Glamrock-Kultur.

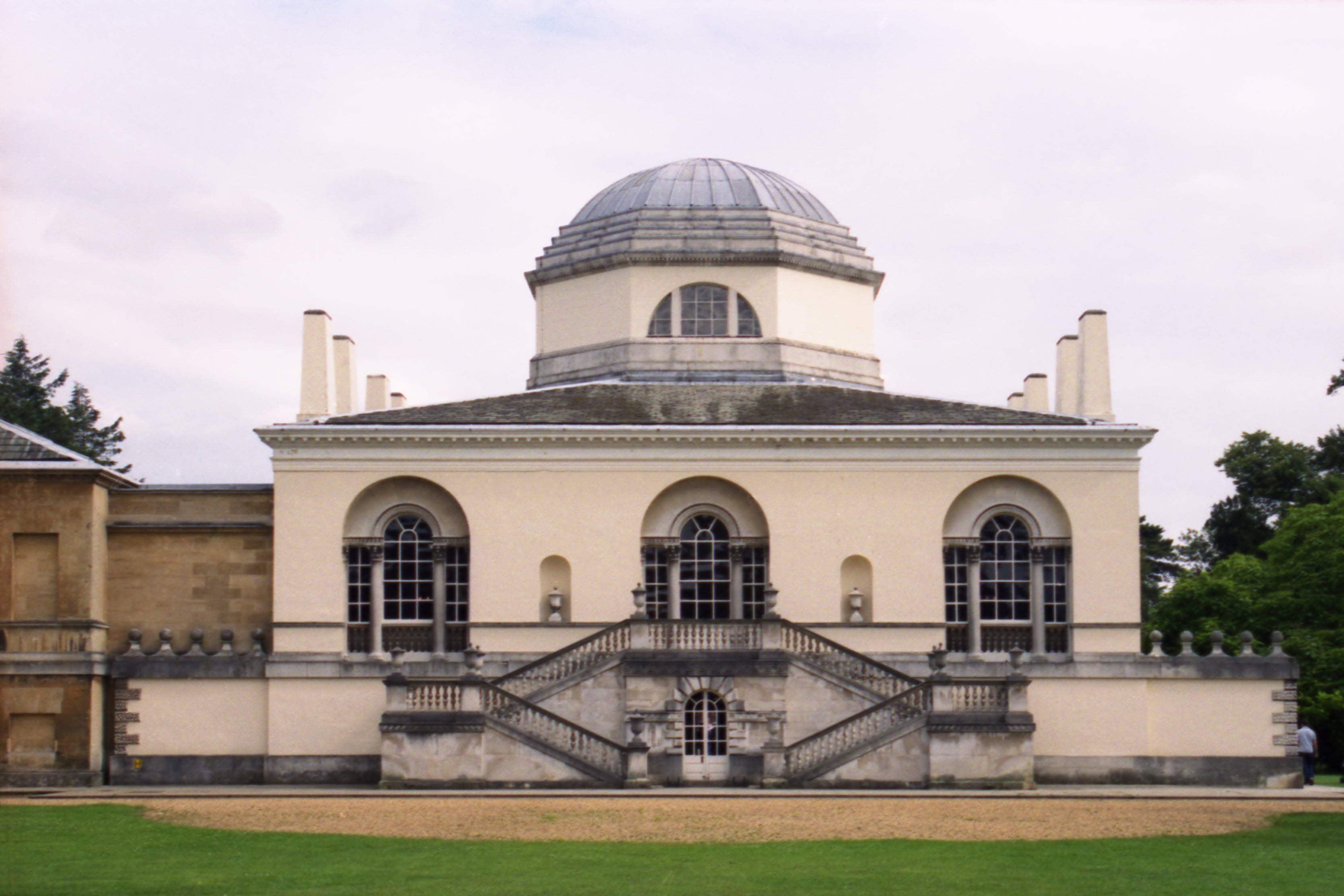
Drehort Chiswick House

Ende der 1960er Jahre beginnt Brian Slade, in kleinen Clubs als Sänger aufzutreten. Ein Agent erkennt sein Talent und vermittelt ihm erste Auftritte. Bei einem dieser Konzerte sieht Slade einen Auftritt eines amerikanischen Sängers namens Curt Wild und ist voller Begeisterung, weil er in ihm einen Bruder im Geiste sieht. Curt Wild ist ein nur leicht abgewandeltes Ebenbild von Iggy Pop, der von Ewan McGregor sehr authentisch dargestellt wird.
Nach einigen ersten Erfolgen wechselt Slade den Manager. Dabei wird seine Figur das erste Mal als kühl und rücksichtslos dargestellt. Sein erster Manager erzählt im Interview, dass Slade nach dem Wechsel nie wieder mit ihm gesprochen hat. Der neue Manager Jerry Devine baut Slade zu einem internationalen Popstar auf und vermittelt ihm den Kontakt mit Curt Wild. Wild hat gerade keinen Vertrag mehr und Slade bietet ihm an, eine Platte mit ihm in England aufzunehmen. Dabei entwickelt sich eine homoerotische Liebesbeziehung zwischen den beiden Sängern, die vor allem von Slade ausgeht.
In dieser Phase schildert der Film den Höhepunkt des Glam-Rock als eine exzessive Party voller skurriler Typen und bizarrer Situationen. Große Teile des Films wirken wie Musikvideos. Viele Situationen werden als surrealistische Traumsequenzen dargestellt. Mit dem Höhepunkt kommt auch der Niedergang Slades, eingeleitet mit der von ihm selbst inszenierten fiktiven Ermordung. Schon vorher hatte die Zusammenarbeit mit Wild nicht mehr funktioniert und diverse erotische, künstlerische und menschliche Probleme hatten die Beziehungen der Protagonisten untereinander zerrüttet. Mit dem Attentat wenden sich auch Slades Fans von ihm ab. In der letzten Zeit dieser Phase zeigt der Film Slade als einen von Kokain und Alkohol zerrütteten, gefühllosen Einzelgänger.
Der Journalist hat an diese Zeit auch lebhafte eigene Erinnerungen, die er allerdings aus Karrieregründen verdrängt hatte. Er stellt den typischen Fan der im Film gezeigten Rockstars dar. Ein junger Mann mit bisexueller Orientierung, der seine Körperlichkeit durch die traditionellen Moralvorstellungen seiner Familie und Umgebung unterdrückt sieht. Slade und die anderen Glam-Rock-Künstler bieten ihm ein befreiendes Erlebnis, indem sie seine Gefühle öffentlich künstlerisch ausdrücken. Gegen Ende des Films erinnert er sich an eine Begegnung mit Wild bei einem Konzert, nach dem er mit Wild ein homoerotisches Erlebnis hatte. Die Liebesnacht der beiden wird im Gegensatz zu einigen anderen Orgienszenen des Films als befreiend und voller menschlicher Zuneigung und Verspieltheit dargestellt.
Am Schluss findet der Journalist auf nicht ganz nachvollziehbaren Wegen heraus, dass Brian Slade seine Identität gewechselt hat. Er ist jetzt, 1984, der Pop-Sänger Tommy Stone, in dem sehr deutlich eine überzeichnete Version des David Bowies dieser Zeit zu erkennen ist. Der Film dichtet ihm nicht nur einen albernen weißen Anzug und eine bizarre Bob-Geldof-Frisur an, er stellt ihn auch als politischen Reaktionär dar, der einen als faschistoid dargestellten amerikanischen Präsidenten lobt.
Die 1980er Jahre stellt der Film als düstere, freudlose Welt dar. Soziale Depression und kultureller Verfall werden mit gedeckten, braun-grauen Farben, schlechtem Wetter, einer kruden Beton-Architektur und engen Innenräumen dargestellt. In den Gesichtern der Menschen spiegeln sich Misstrauen und Resignation. Die Fans von Tommy Stone sind stumpfsinnige Ja-Sager, die mit bizarren Plastik-Masken ihres Idols ihren Verlust von Individualität überdeutlich dokumentieren. In den letzten Szenen des Films bekommt die Handlung einen nicht ganz plausiblen positiven Ausklang. Der Journalist begegnet Curt Wild und kann ihn dazu bewegen, ein kurzes Interview zu geben. Wohl durch ein angedeutetes Wiedererkennen des ehemaligen „Groupies“ motiviert, schenkt Wild dem Journalisten die grüne Brosche.

## Kritik
„Ein hauptsächlich nostalgischer Rückblick auf die kurze Glam-Rock-Ära mit ihrem provokativen Bekenntnis zur Bisexualität, dessen Tonspur überzeugender ist als seine optische Aufbereitung und dem die Gegenüberstellung zwischen liberaler Vergangenheit und repressiver Gegenwart zum Lippenbekenntnis verkommt. Als ‚getürktes‘ Zeitdokument dennoch von einigem Reiz.“

„Velvet Goldmine ist eine klassische Rise-and-Fall-Geschichte und keine Musikerbiographie. Die Parallelen zu und Spielereien mit realen Größen (David Bowie/Ziggy Stardust, Iggy Popp) die ‘stilecht’ nachgebildeten Plattencover, Schriftzüge oder die sprechenden Namen (Jack Fairy, Jerry Divine, etc.) sind ein Mehrwert des Films, aber nicht die Hauptsache. Vor allem ist Velvet Goldmine ein musikalischer Film, der seine Erzählung in fließend gefilmte Bewegungen bzw. in Songs auflöst“

## Auszeichnungen
Der Film lief im Wettbewerb der Internationalen Filmfestspiele von Cannes 1998 und Todd Haynes wurde hier mit einem Preis für einen besonders wertvollen künstlerischen Beitrag ausgezeichnet. Die Kostümbildnerin Sandy Powell wurde 1999 für den Oscar in der Kategorie Bestes Kostümdesign nominiert. Im gleichen Jahr gewann sie den British Academy Film Award.

## Hintergrund
Jonathan Rhys Meyers spielt die Rolle der bisexuellen Glam-Rock-Ikone Brian Slade, deren Name zwar vordergründig an die Band Slade denken lässt, die aber offensichtlich nach dem Vorbild von David Bowie gestaltet wurde. Brians Musikerkollege und Liebhaber Curt Wild, vergleichbar mit Iggy Pop und Lou Reed, wird von Ewan McGregor gespielt. In der Rolle von Slades Frau ist Toni Collette zu sehen.
In der Geschichte gibt es starke Parallelen zur Beziehung David Bowies und Iggy Pops in den 70er und 80er Jahren. Slades erfundene Bühnenpersönlichkeit Maxwell Demon und seine Band Venus in Furs zeigen eine gewollte Ähnlichkeit zu Bowies Bühnenpersona Ziggy Stardust und seiner Band Spiders from Mars. In der Geschichte wird David Bowies paranoide Angst, während eines Konzerts umgebracht zu werden, in den inszenierten Bühnentod Slades umgewandelt, der seine Karriere beenden sollte.
Der Titel des Films bezieht sich auf den gleichnamigen Song Velvet Goldmine von David Bowie, der auf der B-Seite der britischen Wiederveröffentlichung des Stücks Space Oddity von 1975 erstmals enthalten war. Gleichzeitig ist der Filmtitel auch eine Hommage an Lou Reeds Band The Velvet Underground. Ein Song von Reeds Band aus dem Jahr 1967 heißt zudem Venus in Furs. Maxwell Demon war außerdem der Name der ersten Band von Brian Eno, der in den späten 1970er Jahren mit David Bowie zusammengearbeitet hatte.
Einer der ausführenden Produzenten des Filmes war Rocksänger Michael Stipe von R.E.M.

## Soundtrack
Der Soundtrack des Films enthält neu für den Film geschriebene Songs (u. a. Pulp, Grant Lee Buffalo) und Kompositionen der Glamrock-Zeit, sowohl im Original (u. a. T. Rex, Lou Reed) wie auch als Coverversionen (u. a. Placebo, Teenage Fanclub). Auch Beiträge der Filmbands The Venus In Furs (mit Thom Yorke und Jonny Greenwood von Radiohead) und Wylde Ratttz (mit Thurston Moore von Sonic Youth und Ron Asheton von The Stooges) sind vertreten. Die Band Placebo hat außerdem mehrere Gastauftritte im Film.
Bowie selbst verweigerte die Rechte zu seinen Songs, da er für 2002 ein ähnliches Projekt vorhatte. Ihn erinnere das Grundgefühl des Films mehr an die frühen 80er als an die frühen 70er, meinte er zum fertigen Produkt.

## Titelliste
Im Film sind folgende Musiktitel zu hören; auf der Original-Soundtrack-CD sind – in anderer Reihenfolge – nur die 19 Titel auf blauem Hintergrund enthalten:
| Titel                                     | Komponist                                                                                            | Interpret                                        |
| ----------------------------------------- | --- | ------------------------------------------------ |
| Needle in the Camel’s Eye                 | Brian Eno / Phil Manzanera                                                                           | Brian Eno                                        |
| Hot One                                   | Nathan Larson / Shudder to Think                                                                     | Shudder to Think                                 |
| People Rockin’ People                     | Nathan Larson                                                                                        | Nathan Larson                                    |
| Avenging Annie                            | Andy Pratt                                                                                           | Andy Pratt                                       |
| Coz I Luv You                             | Noddy Holder / Jim Lea                                                                               | Slade                                            |
| The Fat Lady of Limbourg                  | Brian Eno                                                                                            | Brian Eno                                        |
| A Little of What You Fancy Does You Good! | Fred W. Leigh / George Arthurs                                                                       | Lindsay Kemp                                     |
| Tutti Frutti                              | Little Richard (als Richard Penniman) / Dorothy La Bostrie                                           | The Venus in Furs, vocal by Callum Hamilton      |
| Do You Wanna Touch Me? (Oh, Yeah!)        | Gary Glitter / Mike Leander                                                                          | Gary Glitter                                     |
| Band of Gold                              | Ronald Dunbar / Edythe Wayne                                                                         | Freda Payne                                      |
| 2HB                                       | Bryan Ferry                                                                                          | The Venus in Furs, vocal by Thom Yorke           |
| Sebastian                                 | Steve Harley                                                                                         | Cockney Rebel                                    |
| T.V. Eye                                  | David Alexander, Scott Asheton, Ron Asheton (als Ronald Asheton), Iggy Pop (als James Osterberg Jr.) | The Wylde Ratttz, vocal by Ewan McGregor         |
| The Ballad of Maxwell Demon               | Craig Wedren / Shudder to Think                                                                      | Shudder to Think, vocal by Jonathan Rhys Meyers  |
| The Whole Shebang                         | Grant-Lee Phillips                                                                                   | Grant Lee Buffalo                                |
| Symphony No. 6 in A Minor                 | Gustav Mahler                                                                                        | The Czech Philharmonic Orchestra                 |
| Get in the Groove                         | James Timothy Shaw                                                                                   | The Mighty Hannibal                              |
| Ladytron                                  | Bryan Ferry                                                                                          | Venus in Furs, vocal by Thom Yorke               |
| We Are the Boyz                           | Jarvis Cocker, Nick Banks, Candida Doyle, Steve Mackey, Mark Webber/Jarvis Cocker (als J. Cocker)    | Pulp                                             |
| Cosmic Dancer                             | Marc Bolan                                                                                           | T. Rex                                           |
| Virginia Plain                            | Bryan Ferry                                                                                          | Roxy Music                                       |
| Personality Crisis                        | David Johansen / Johnny Thunders                                                                     | Teenage Fanclub and Donna Matthews               |
| Satellite of Love                         | Lou Reed                                                                                             | Lou Reed                                         |
| Diamond Meadows                           | Marc Bolan                                                                                           | T. Rex                                           |
| Bitter’s End                              | Bryan Ferry                                                                                          | Paul Kimble                                      |
| Baby’s on Fire                            | Brian Eno                                                                                            | The Venus in Furs, vocal by Jonathan Rhys Meyers |
| My Unclean                                | Ron Asheton / Mark Arm                                                                               | The Wylde Ratttz, vocal by Ewan McGregor         |
| Bitter-Sweet                              | Andy Mackay (als Andrew Mackay) / Bryan Ferry                                                        | The Venus in Furs, vocal by Thom Yorke           |
| 20th Century Boy                          | Marc Bolan                                                                                           | Placebo                                          |
| Dead Finks Don’t Talk                     | Brian Eno                                                                                            | Brian Eno                                        |
| Gimme Danger                              | Iggy Pop / James Williamson                                                                          | The Venus in Furs, vocal by Ewan McGregor        |
| Velvet Spacetime                          | Carter Burwell                                                                                       | Carter Burwell                                   |
| Tumbling Down                             | Steve Harley                                                                                         | The Venus in Furs, vocal by Jonathan Rhys Meyers |
| Make Me Smile (Come Up and See Me)        | Steve Harley                                                                                         | Steve Harley & Cockney Rebel                     |

## Trivia
Courtney Love erklärte, dass die Figur von Curt Wild ihrem verstorbenen Ehemann Kurt Cobain sowohl charakterlich als auch physisch zu sehr ähnele, um selbst zum Soundtrack des Films beizutragen.